# Jean-Marc Dupraz
Pour les articles homonymes, voir Dupraz.
Jean-Marc Dupraz est un joueur puis entraîneur français de basket-ball, né le 21 avril 1973 à Vénissieux. Devenu entraîneur, il remporte le titre de champion de France en 2014 avec le CSP Limoges.

## Biographie
Jean-Marc Dupraz remporte la Coupe d'Europe des clubs champions en 1993 avec le CSP Limoges.
Arrivé à Limoges pour jouer avec les Espoirs, cet intérieur a l'opportunité d'être le 10e homme de l'équipe professionnelle pour finalement voir son nom figurer au palmarès de l'épreuve durant la finale européenne en 1993. Il joue l'essentiel de sa carrière de joueur en Pro B et en Nationale 1.
En 2003, il commence sa carrière d'entraîneur en N3 à Tremblay-en-France puis à Levallois en Pro B en tant qu'entraîneur-assistant. Après la fusion du Paris Basket Racing et de Levallois, il assure un intérim de quelques jours en décembre 2007, à la suite du départ du titulaire Ilías Zoúros, intérim qui se termine par une victoire contre Le Mans (première victoire à l'extérieur pour le Club Paris-Levallois). Puis, il devient entraîneur-adjoint de Ron Stewart. Mais, à la suite des mauvais résultats de l'équipe, Stewart est remercié un mois et demi après sa nomination et Jean-Marc Dupraz devient entraîneur. Confirmé à son poste en Pro B, il conduit immédiatement son équipe à la remontée en Pro A puis en play-offs lors de la saison 2009-2010.
En Pro A, lors de la saison 2010-2011, après un bon début de championnat, l'équipe subit une série de défaites à la suite de la blessure d'un joueur majeur. Jean-Marc Dupraz est alors remercié le lundi 10 janvier 2011 par les dirigeants du Paris-Levallois.
Jean-Marc Dupraz est contacté par Frédéric Forte, président du CSP Limoges, pour la saison 2011-2012. En lice avec deux autres entraîneurs Zare Markovski et Frédéric Sarre, le choix s'oriente sur ce dernier.
Début juin 2012, Jean-Marc Dupraz est contacté par le club de Pro B des JSA Bordeaux Basket et signe un contrat d’un an plus deux en option. Mais en novembre 2012, il est licencié pour mauvais résultats.
Le 4 juillet 2013, il signe pour le CSP Limoges et permet au club de remporter son dixième titre de Champion de France de Pro A contre Strasbourg pour la saison 2013-2014. Il valide alors ses options pour rester au CSP Limoges deux années supplémentaires. En avril 2015, il perd sa place d'entraîneur à sept journées de la fin de la saison. Cet « écartement » est la cause d'un contentieux devant les Prudhommes entre Dupraz et le CSP.
Le 8 juin 2017, sans club depuis deux ans et son limogeage du CSP Limoges, Dupraz s'engage pour une durée de deux saisons avec le Lille Métropole Basket, formation de Pro B, troisième de la saison 2016-2017.
En janvier 2024, Dupraz est nommé entraîneur du Limoges CSP. Il est mis à pied en janvier 2025 au lendemain de la déroute à domicile face à l'Étoile sportive Saint-Michel Le Portel Côte d'Opale (98-77) alors que le club est en 14e position sur 16 et a perdu ses 5 dernières rencontres. Jean-Marc Dupraz quitte le Limoges CSP avec un bilan de 11 victoires pour 20 défaites toutes compétitions confondues. Sa succession est prise par Mikko Larkas (en).

## Clubs successifs

### Comme joueur
- 1990-1992 :  ASVEL Lyon-Villeurbanne Espoir (N A 1)
- 1991-1992 :  International Junior
- 1992-1993 :  Limoges Cercle Saint-Pierre (N A 1)
- 1993-1994 :  Maurienne (Pro B)
- 1994-1996 :  Golbey-Epinal (Nationale 2)
- 1996-1997 : n'a pas joué
- 1997-1999 :  Saint-Quentin Basket-Ball (Nationale 1)
- 1999-2000 :  JA Vichy (Pro B)
- 2001-2002 : n'a pas joué
- 2001-2003 :  Levallois Sporting Club Basket (Nationale 2) puis (Nationale 1)

### Comme entraîneur
- 2003-2004 :  Tremblay-en-France (Nationale 3)
- 2004-2007 :  Levallois (Pro B) - Entraîneur adjoint
- 2007 :  Paris-Levallois Basket (Pro A) - Entraîneur adjoint
- 2008 :  Paris-Levallois Basket (Pro A)
- 2008-janvier 2011 :  Paris-Levallois Basket (Pro B puis Pro A)
- 2012 :  JSA Bordeaux Basket (Pro B)
- 2013-avr. 2015 :  CSP Limoges (Pro A)
- 2017-2021 :  Lille Métropole Basket (Pro B)
- 2021-2023 :  Nantes Basket Hermine (Pro B)
- 2024-2025 :  CSP Limoges (BetClic Élite)

## Sélection nationale
- 2005 : Entraîneur adjoint de l'équipe du Mali pour le championnat d'Afrique des nations 2005.

## Palmarès

### Comme joueur
- Champion d'Europe avec Limoges : 1993
- Champion de France avec Limoges : 1993
- Champion de France de NM1 (3e division) avec Saint-Quentin : 1999

### Comme entraîneur
- Champion de France avec Limoges : 2014

## Vie privée
Sa femme meurt de maladie en 2016. Jean-Marc Dupraz a une fille.